# أليكساندر ديغل
أليكساندر ديغل هو لاعب هوكي الجليد كندي، ولد في 7 فبراير 1975 في لافال في كندا.

## وصلات خارجية
- أليكساندر ديغل على موقع دوري الهوكي الوطني (الإنجليزية)
- أليكساندر ديغل على موقع قاعة مشاهير الهوكي (لاعب أن.إتش.أل) (الإنجليزية)
- أليكساندر ديغل على موقع EliteProspects.com (الإنجليزية)
- أليكساندر ديغل على موقع Eurohockey.com (الإنجليزية)
- أليكساندر ديغل على موقع HockeyDB.com (الإنجليزية)
- أليكساندر ديغل على موقع Hockey-Reference.com (الإنجليزية)
- أليكساندر ديغل على موقع IMDb (الإنجليزية)